# قلعة كندي (تشهاردانغة)
قلعة کندي (بالفارسية: قلعه‌کندی) هي قرية تقع في إيران في قسم تشهاردانغة الریفي. يقدر عدد سكانها بـ 293 نسمة.